# Sortowanie grzebieniowe
Sortowanie grzebieniowe (ang. combsort) – wynaleziona w 1980 przez Włodzimierza Dobosiewicza, odkryta ponownie i opisana w 1991 roku przez Stephena Laceya i Richarda Boxa metoda sortowania tablicowego. Jej główne cechy to:
- oparta na metodzie bubblesort (sortowanie bąbelkowe)
- prawdopodobnie złożoność wynosi O(n log n), statystycznie gorsza niż quicksort (sortowanie szybkie)
- włączono empirię - współczynnik 1.3 wyznaczony doświadczalnie

wariant podstawowy:
- za rozpiętość przyjmuje się długość tablicy, dzieli się rozpiętość przez 1.3, odrzuca część ułamkową
- bada się kolejno wszystkie pary obiektów odległych o rozpiętość (jeśli są ułożone niemonotonicznie - zamienia się je miejscami)
- wykonuje się powyższe w pętli dzieląc rozpiętość przez 1.3 do czasu, gdy rozpiętość osiągnie wartość 1.

Gdy rozpiętość spadnie do 1 metoda zachowuje się tak jak sortowanie bąbelkowe. Tylko wtedy można określić, czy dane są już posortowane czy nie. W tym celu można użyć zmiennej typu bool, która jest ustawiana po zamianie elementów tablicy miejscami. Przerywane jest wykonywanie algorytmu, gdy podczas przejścia przez całą tablicę nie nastąpiła zamiana.
Wariant Combsort 11: rozpiętość 9 i 10 zastępowane jest 11

## Przykład w językuC/C++
- tab - tablica elementów (w przykładzie tablica liczb całkowitych)
- gap - rozpiętość; w kolejnych iteracjach pętli dzielona jest przez współczynnik 1.3
- tmp - zmienna całkowitoliczbowa; do zamiany elementów
- swapped - zmienna logiczna; czy dokonano zamiany elementów

```
void
 
combSort
(
int
*
 
tab
,
 
int
 
size
)

{

   
int
 
gap
 
=
 
size
,
 
tmp
;

   
bool
 
swapped
 
=
 
true
;

   
while
 
(
gap
 
>
 
1
 
||
 
swapped
){
 
// jeśli gap = 1 i nie dokonano zamiany - wyjście z pętli     

      
gap
 
=
 
gap
 
*
 
10
 
/
 
13
;

      
if
(
gap
==
0
)

            
gap
=
1
;

      
swapped
 
=
 
false
;

      
for
 
(
 
int
 
i
 
=
 
0
;
 
i
 
+
 
gap
 
<
 
size
;
 
++
i
 
)
 
{
 
// wykonuj od 0 do ostatniego elementu tablicy

         
if
 
(
 
tab
[
i
 
+
 
gap
]
 
<
 
tab
[
i
]
 
)
 
{
   
// porównanie elementów odległych o rozpiętość

            
tmp
 
=
 
tab
[
i
];
                 
// zamiana elementów

            
tab
[
i
]
 
=
 
tab
[
i
 
+
 
gap
];

            
tab
[
i
 
+
 
gap
]
 
=
 
tmp
;

            
swapped
 
=
 
true
;

           
}

      
}

   
}

}

```

Funkcja do wyznaczania współczynnika rozpiętości (Wariant Combsort 11)
```
int
 
newGap
(
int
 
gap
)

{

   
gap
 
=
 
gap
 
*
 
10
 
/
 
13
;

   
if
 
(
 
gap
 
==
 
9
 
||
 
gap
 
==
 
10
 
)
 
gap
 
=
 
11
;

   
if
(
gap
==
0
)
 
gap
=
1
;

   
return
 
gap
;

}

```

## Przykład w językupascal
```
procedure
 
Combsort
(
var
 
a
 
:
 
array
 
of
 
Integer
;
 
n
:
Integer
)
;

   

    
function
 
newGap
(
gap
 
:
 
Integer
)
:
integer
;

    
begin

        
gap
 
:=
 
trunc
(
gap
 
/
 
1.3
)
;
 
//wymagany moduł "math"

        
if
 
(
gap
 
=
 
9
)
 
OR
 
(
gap
=
10
)
 
then

            
gap
 
:=
 
11
;
 
//warunek tylko dla Combsort 11

        
if
 
gap
 
<
 
1
 
then

            
gap
 
:=
 
1
;

        
newGap
:=
gap
;

    
end
;

    

var

    
gap
,
 
i
,
 
j
 
:
 
Integer
;

    
x
 
:
 
Integer
;
 

    
swapped
 
:
 
Boolean
;

begin

    
gap
 
:=
 
n
;

    
repeat

        
gap
 
:=
 
newGap
(
gap
)
;

        
swapped
 
:=
 
false
;

        
for
 
i
 
:=
 
0
 
to
 
n
-
gap
-
1
 
do

        
begin

            
j
 
:=
 
i
 
+
 
gap
;

            
if
 
a
[
i
]
 
>
 
a
[
j
]
 
then

            
begin

                
x
 
:=
 
a
[
i
]
;

                
a
[
i
]
 
:=
 
a
[
j
]
;

                
a
[
j
]
 
:=
 
x
;

                
swapped
 
:=
 
true
;

            
end
;

        
end
;

    
until
 
(
gap
 
=
 
1
)
 
and
 
(
not
 
swapped
)
;

end
;

```